# Björkudden
För andra betydelser, se Björkudden (olika betydelser).
Björkudden är en småort i nordvästra delen av Upplands-Bro kommun. Området ligger söder om Råby och Norränge.
Björkudden räknades som en småort första gången år 2010 med 54 invånare över 6 hektar.